# Cabildo del Millón

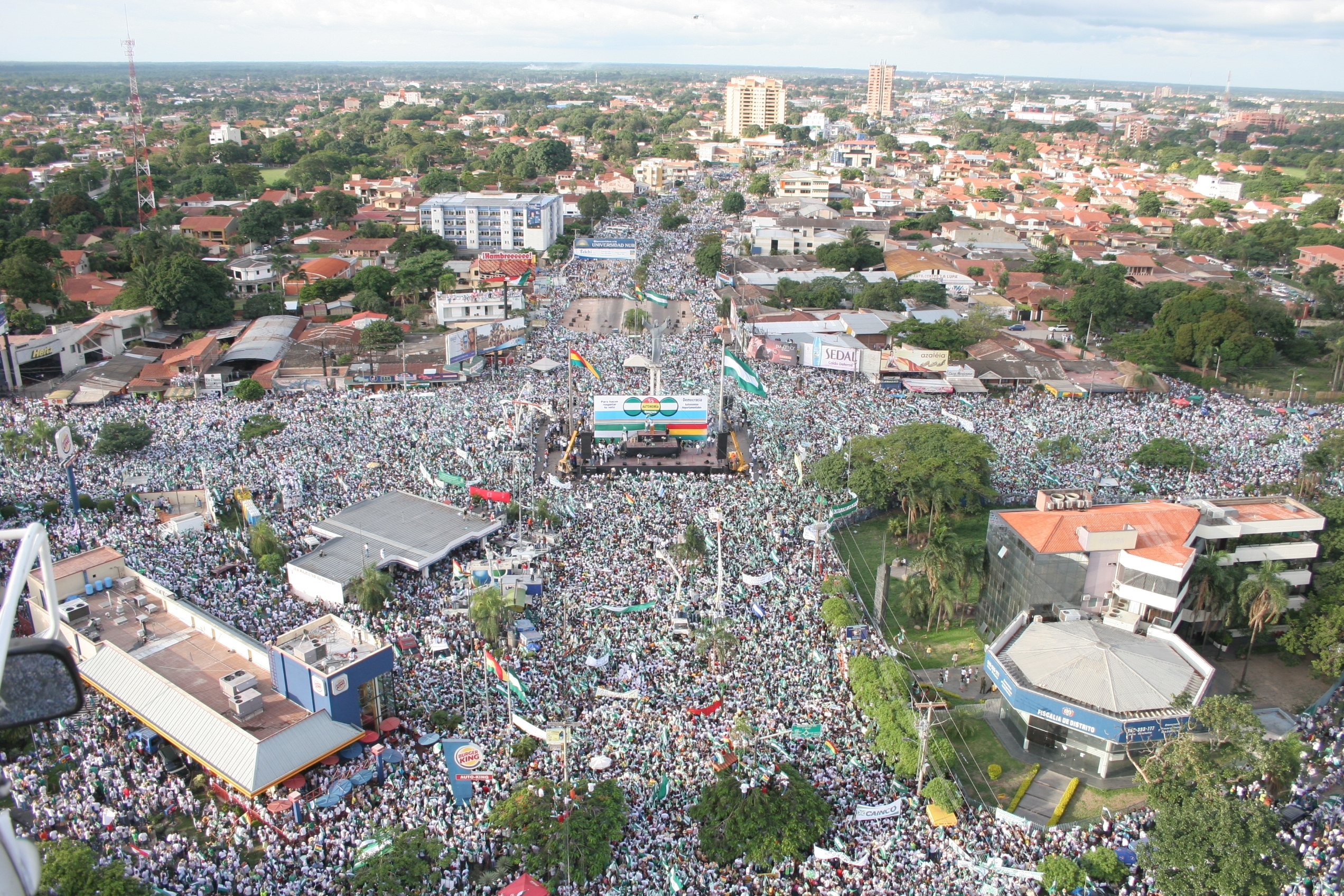
Cabildo-Millón

El 15 de diciembre de 2006 se realizó una multitudinaria concentración en Santa Cruz de la Sierra, Bolivia. El motivo de la reunión era el apoyar la demanda de una parte de los habitantes de Santa Cruz para que se acepte la aprobación de las autonomías departamentales en la Constitución que se estaba redactando en ese momento. 
Los organizadores del Cabildo, el Comite pro Santa Cruz a la cabeza el Dr. Germán Antelo Vaca, expresaron que estuvieron presentes 1.000.000 de personas. De ahí devino la denominación de "Cabildo del Millón".
Se ha hecho público en una reciente publicación del Órgano Electoral Plurinacional que la superficie ocupada en el año 2006 no podría haber llegado ni al número de 200.000 persona según la explicación técnica expuesta por el TED de Santa Cruz, por lo que el denominado cabildo del millón es un término erróneo y mal calculado.